# CD&DL Data
A CD&DL Data (CD&DLでーた) japán nyelvű könnyűzenei magazin, melyet 1987 decemberében alapított a Kadokawa Shoten CD Data (CDでーた) néven. 2007 januárjától a kiadó szerkezeti átalakítása miatt a Kadokawa Magazines jelentette meg a magazint, majd 2010-ben átkeresztelte a jelenlegi nevére. 2011 februárja óta az Enterbrain, a Kadokawa egy másik leányvállalata jelenteti meg az újságot. Az újságban számos zenész, köztük Tetsuya (L’Arc-en-Ciel), Nisikava Takanori, a Back Horn, a Fumidó, Tacuró (Mucc), Miura Daicsi, Tanaka Reina (Morning Musume), a Zone, a Scandal vagy éppen a dél-koreai Younha vezet vagy vezetett rendszeres rovatot. A magazin a japán Apple App Store webáruház kínálatában is elérhető.